# Pål Plutt
Pål Plutt (engelska: George Shrinks) är huvudpersonen i en kanadensisk tecknad tv-serie för barn med samma namn, gjord efter en barnbok av den amerikanske författaren William Joyce. Pål är en tioårig pojke som bara är cirka 9 cm lång, men han lever i en vanlig normalstor familj. Serien, som också visats på svensk TV (Bolibompa), hade premiär i september 2000.
Lucas Krüger läser den svenskspråkiga rösten till Pål.

### Fotnoter
1. ↑  hämtat från: engelskspråkiga Wikipedia.[källa från Wikidata]
2. 1 2  hämtat från: franskspråkiga Wikipedia.[källa från Wikidata]
3. ↑  läs online, live.dbpedia.org , läst: 19 april 2020.[källa från Wikidata]
4. ↑  läs online, dbpedia.org , läst: 19 april 2020.[källa från Wikidata]